# Wayne (Nebraska)
Wayne település az Amerikai Egyesült Államok Nebraska államában, Wayne megyében, melynek megyeszékhelye is. Lakosainak száma 5973 fő (2020. április 1.).

## Népesség
A település népességének változása:

| 2010 | 5 660 |
| 2020 | 5 973 |